# Vịt đen châu Phi
Anas sparsa là một loài chim trong họ Vịt.